# بوشيني مشابه
بوشيني مشابه (الاسم العلمي: Puccinia affinis) هو نوع من الفطريات يتبع جنس البوشيني من فصيلة البوشينية.